# (12870) Rolandmeier
(12870) Rolandmeier est un astéroïde de la ceinture principale.

## Description
(12870) Rolandmeier est un astéroïde de la ceinture principale. Il fut découvert le 24 juin 1998 à la station Anderson Mesa par le programme LONEOS. Il présente une orbite caractérisée par un demi-grand axe de 2,57 UA, une excentricité de 0,18 et une inclinaison de 7,2° par rapport à l'écliptique.

## Compléments